# Pedro Carlos González Cuevas
Pedro Carlos González Cuevas, né à Madrid en 1959, est un historien espagnol, professeur à l'Université nationale d'enseignement à distance.
Il est auteur de plusieurs œuvres sur l'histoire de la droite et le conservatisme en Espagne. Il a étudié Acción Española, ainsi que des figures comme Ramiro de Maeztu — dont il a écrit une biographie —, Charles Maurras, Carl Schmitt, Maurice Barrès, José Ortega y Gasset ou Gonzalo Fernández de la Mora.

## Œuvres
- Acción Española: Teología política y nacionalismo autoritario en España (1913-1936), Madrid, Tecnos, 1998[6],[7].
- Historia de las derechas españolas. De la Ilustración a nuestros días, Madrid, Biblioteca Nueva, 2000[2][11].
- La tradición bloqueada: tres ideas políticas en España, el primer Ramiro de Maeztu, Charles Maurras y Carl Schmitt, Madrid, Biblioteca Nueva, 2002[9].
- Maeztu. Biografía de un nacionalista español, Madrid, Marcial Pons, 2003[8].
- El pensamiento político de la derecha española en el siglo XX: de la crisis de la .Restauración al Estado de los partidos (1898-2000), Madrid, Tecnos, 2005[3][4][5]
- Conservadurismo heterodoxo. Tres vías ante las derechas españolas: Maurice Barrès, José Ortega y Gasset y Gonzalo Fernández de la Mora, Madrid, Biblioteca Nueva, 2009[10][12].
- La razón conservadora. Gonzalo Fernández de la Mora, una biografía político-intelectual, Madrid, Biblioteca Nueva, 2015[13][14]
- Estudios revisionistas sobre las derechas españolas, Salamanca, Ediciones Universidad de Salamanca, 2016.
- Vox: Entre el liberalismo conservador y la derecha identitaria, 2019[15].
- "Memoria histórica", amenaza para la paz en Europa, 2021 (coauteur)[nota 1].